# Фасоля Олег Іванович
Фасоля Олег Іванович (нар. 23 березня 1971, с. Нова Чорторія, Любарський район, Житомирська область) — освітянин, кандидат педагогічних наук.

## Освіта
Закінчив Житомирський державний університет ім. І. Франка (1993) за спеціальністю «Вчитель хімії та біології».
Спеціаліст вищої кваліфікаційної категорії, старший учитель.
У 2001 році закінчив Київський національний економічний університет, здобувши кваліфікацію магістра з адміністративного менеджменту .
1 березня 2017 року на засіданні спеціалізованої вченої ради Уманського державного педагогічного університету ім. Павла Тичини захистив дисертацію на тему «Екологічне виховання старшокласників загальноосвітніх шкіл сільської місцевості у процесі профільного навчання», здобувши науковий ступінь кандидата педагогічних наук зі спеціальності 13.00.07 – теорія і методика виховання. 

## Трудова діяльність
Працював учителем біології та хімії Малошкарівської ЗОШ І-ІІІ ст. Полонського р-ну (1993-1994), пізніше – її директором (1994-1998). З 1998 р. – у Полонській РДА: завідуючий відділом взаємодії з політичними партіями та громадськими організаціями (1998-1999), завідуючий відділом внутрішньої політики (1999-2001). З 2001 до 2002 рр. – редактор Полонської районної газети «Новий шлях». 2002-2003 рр. – перший заступник голови Полонської РДА. У 2003-2014 рр. – директор Полонської ЗОШ І-ІІІ ст. №2.
З 2014 р. по 2021 р. – директор Департаменту освіти і науки Хмельницької ОДА.
За його керівництва розпочато реформування освітньої галузі Хмельниччини відповідно до сучасних запитів суспільства (область стала пілотною з питань децентралізації), прийнято «Програму розвитку освіти області на 2016-2020 рр.».
З 2016 року – член колегії Міністерства освіти і науки України.
Один із авторів сучасного посібника з питань ефективного управління освітою у об'єднаних територіальних громадах «Нова школа у нових громадах».

## Нагороди
- Грамота управління освіти і науки Хмельницької ОДА (2005).
- Подяка відділу освіти Полонської РДА (2006).
- Грамота МОН України (2010).
- Подяка МОН України (2016). [3]

## Список опублікованих праць за темою дисертації

### Наукові праці, у яких опубліковані основні результати дисертації
1. Фасоля О. І. Суть, мета, завдання та принципи формування екологічних знань старшокласників в процесі профільного навчання // Науковий вісник Чернівецького університету. Педагогіка та психологія. – Чернівці: Чернівецький нац. у-т, 2015. – Вип. 748. – С. 188-195.
2. Фасоля О. І. Формування екологічних знань старшокласників в процесі профільного навчання // Науковий вісник Чернівецького університету. Педагогіка та психологія. – Чернівці: Чернівецький нац. у-т, 2015. – Вип. 749. – С. 187-194.
3. Фасоля О. І. Екологічна освіта старшокласників сільської школи: шляхи підвищення ефективності // Науковий вісник Чернівецького університету. Педагогіка та психологія. – Чернівці: Чернівецький нац. у-т, 2015. – Вип. 767. – С. 183-201.
4. Фасоля О. І. Результати експериментальної перевірки екологічного виховання старшокласників в процесі профільного навчання // Педагогічний дискурс: зб. наук. пр. / гол. ред. І.М. Шоробура. – Хмельницький: ХГПА, 2015. – Вип. 19. – С. 197-202. – ISSN 2309-9127. ISSN 2313-8769.
5. Фасоля О. І. Проблема екологічного виховання старшокласників у процесі профільного навчання // Навчання і виховання обдарованої дитини: теорія і практика: зб. наук. пр. / гол. ред. В. В. Камишин. – К.: інститут обдарованої дитини, 2015. – Вип. 2 (15). – С. 30-35.
6. Фасоля О. І. Ретроспектива законодавства України в галузі екологічної освіти // Вісник Житомирського державного університету імені Івана Франка. Сер. «Педагогічні науки». – Житомир, 2015. – Вип. 4 (82). – С. 153-159.
7. Фасоля О. І.Форми і методи екологічного виховання учнів старших класів сільської профільної школи /  // Science Rise: Scientific Journal. Pedagogical Education. – 2015. – Vol. 12/5 (17). – С. 21-27.
8. Фасоля О. І. Особливості роботи вчителя сільської профільної школи по формуванню екологічної вихованості старшокласників // Науковий часопис Національного педагогічного університету імені М. П. Драгоманова: зб. наук. пр. Сер. 16. Творча особистість учителя: проблеми теорії і практики / відп. ред. Н.В. Гузій. – К.: Вид-во НПУ імені М.П. Драгоманова, 2016. – Вип. 26 (36). – С. 136-141.
9. Фасоля О. І.Специфіка організації екологічного виховання старшокласників сільської школи // Педагогіка формування творчої особистості у вищій і загальноосвітній школах: зб. наук. пр. / гол. ред. Т. І. Сущенко. – Запоріжжя: КПУ, 2016. – Вип. 46 (99). – С. 263-272.
10. Фасоля О. І.Створення ефективного навчально-освітнього середовища для екологічної освіти і виховання старшокласників сільської профільної школи // Педагогічний альманах: зб. наук. пр. / гол. ред. В. В. Кузьменко. – Херсон: КВНЗ «Херсонська академія неперервної освіти», 2016. – Вип. 29. – С. 46-53.
11. Фасоля О. І.Роль шкільної і позашкільної освіти у формуванні екологічної культури старшокласників // Педагогічний дискурс: зб. наук. пр. / гол. ред. І.М. Шоробура. – Хмельницький: ПП Мошак М.І., 2016. – Вип. 20. – С. 191-196.

### Опубліковані праці апробаційного характеру
1. Фасоля О. І. Екологічне виховання старшокласників в умовах профільного навчання: підходи та перспективи розвитку // Україна в гуманітарних і соціально-економічних вимірах: матеріали Всеукр. наук. конф., 29-30 квіт. 2016 р. – Дніпропетровськ: Роял Принт, 2016. – Ч. 1. – С. 231-233.
2. Фасоля О. І. Зміст та завдання екологічної освіти старшокласників в умовах професійного навчання // Філософія, теорія та практика випереджаючої освіти для сталого розвитку: матеріали Всеукр. наук.-практ. конф., 26 листоп. 2015 р. – Дніпропетровськ: Роял Принт, 2015. – С. 243-244.
3. Фасоля О. І. Педагогічні аспекти забезпечення екологічного виховання школярів в умовах профілізації сучасної школи // Проектування розвитку та психолого-педагогічного супроводу обдарованої особистості: матеріали VII Всеукр. наук.-практ. конф., 5-6 квіт. 2016 р. – К.: Інститут обдарованої дитини, 2016. – С. 59-62.
4. Загальноосвітня школа – основа для неперервної екологічної освіти людини впродовж життя: матеріали Всеукр. наук.-практ. конф., 28-29 верес. 2016 р. – Кропивницький: ОІППО, 2016. – С. 123-126.

### Опубліковані праці, які додатково відображають наукові результати дисертації
1. Екологічне виховання старшокласників сільських шкіл: наук.-метод. посіб. / Фасоля О.І. – Хмельницький: Вид-во Хмельницької гуманітарно-педагогічної академії, 2016. – 139 с.
2. Органічне землеробство. Програма факультативного курсу за вибором для учнів 10 (11) класів / Фасоля О.І. – Хмельницький: ХОІППО, 2015. – 8 с.
3. Фасоля О.І. Екологічна освіта старшокласників: умови підвищення якості: навч.-метод. посіб. – Хмельницький: ХНУ, 2015. – 117 с. – ISBN 978-966-330-257-7.
4. Фасоля О. І. Комплексна модернізація загальної середньої освіти Хмельниччини: вирішення проблеми підвищення якості освіти // Варіативність Інноваційність Результативність Аналітичність Управління: часопис кафедри менеджменту та освітніх технологій Хмельницького обл. ін-ту післядип. Освіти. – Хмельницький: ОІППО, 2015. – Вип. 6. – С. 5-8.
5. Фасоля О. І. Особливості організації змісту екологічної освіти та виховання старшокласників профільної школи // Нові технології навчання: наук.-метод. зб. / Інститут інноваційних технологій і змісту освіти МОН України. – К., 2015. – Вип. 86, ч. 1. – С. 163-167.